# Malimba Masheke
Malimba Masheke (nascido em 17 de junho de 1941 no distrito de Senanga, Zâmbia) é um político zambiano. Ele serviu como o 6.º e último primeiro-ministro do país de 15 de março de 1989 a 31 de agosto de 1991. Ele havia sido Ministro da Defesa de 1985 a 1988 e Ministro do Interior de 1988 a 1989.